# Сантос Ромеу, Фабио
Фа́био Са́нтос Роме́у (порт.-браз. Fábio Santos Romeu; 16 сентября 1985, Сан-Паулу) — бразильский футболист, защитник клуба «Коринтианс».

## Биография
Воспитанник клуба «Сан-Паулу», в составе которого в 2005 году стал победителем Кубка Либертадорес и Клубного чемпионата мира. В том же году в составе сборной Бразилии среди игроков не старше 20 лет стал обладателем бронзовых медалей чемпионата мира.
После 2006 года длительное время выступал за различные команды на правах аренды (среди них «Крузейро», «Сантос»). В 2009 году стал игроком «Гремио». Со своей командой дошёл до стадии полуфинала Кубка Либертадорес 2009.
Фабио Сантос являлся игроком основы «Гремио» и отметился даже (несмотря на свою позицию левого флангового защитника) тремя голами в 27 играх за клуб в нынешнем сезоне (по голу в Лиге Гаушу, Кубке Либертадорес и чемпионате Бразилии).
В январе 2011 года перешёл в «Коринтианс», в составе которого стал чемпионом Бразилии в 2011, победителем Кубка Либертадорес и Клубного чемпионата мира в 2012 году.
В 2012 году трижды сыграл за сборную Бразилии, в составе которой стал обладателем Кубка Рока.

## Титулы
- Чемпион штата Сан-Паулу (2): 2005, 2013
- Чемпион штата Риу-Гранди-ду-Сул (1): 2010
- Чемпион штата Минас-Жерайс (2): 2017, 2020
- Чемпион Бразилии (2): 2011, 2015
- Обладатель Кубка Либертадорес (2): 2005, 2012
- Победитель Клубного чемпионата мира (2): 2005, 2012
- / Обладатель Кубка Рока (1): 2012